# Vivaldão
 (mars 2025).
Si vous disposez d'ouvrages ou d'articles de référence ou si vous connaissez des sites web de qualité traitant du thème abordé ici, merci de compléter l'article en donnant les références utiles à sa vérifiabilité et en les liant à la section « Notes et références ».
L'Estádio Vivaldo Lima, aussi connu en tant que Vivaldão, était un stade construit en 1970 à Manaus au Brésil. Il est remplacé en 2010 par l'Arena Amazônia.

## Histoire
Inauguré le 5 avril 1970, il est démoli en 2010 pour laisser place à une nouvelle structure d'une capacité de 42 374 spectateurs. Ce nouveau stade, nommé Arena Amazônia, est l'une des 12 enceintes qui accueille les matchs de la Coupe du monde de football de 2014.